# 1,8-Cineol
1,8-Cineol gehört zu den bicyclischen Epoxy-Monoterpenen, genauer den Limonenoxiden. Die organische Verbindung liegt bei Raumtemperatur als farblose Flüssigkeit vor. Es findet Anwendung bei Atemwegserkrankungen wie Bronchitiden bzw. Erkältungskrankheiten der Atemwege, aber auch bei chronischen und entzündlichen Atemwegserkrankungen sowie Asthma und Heuschnupfen.

## Vorkommen
1,8-Cineol kommt in größeren Mengen z. B. in Eukalyptus (Eukalyptusöl enthält ungefähr 85 Prozent Cineol), Arznei-Engelwurz (Angelica archangelica), Rosmarin (Rosmarinus officinalis), Salbei (Salvia officinalis ), Ingwer, Thai-Ingwer (Alpinia galanga),, Majoran (Origanum majorana), Ysop und Lorbeer vor. In geringeren Mengen ist es in Wermutkraut, Minzen (Acinos suaveolens, Mentha spicata), Krause Minze, Cannabis, Thymian (Thymus vulgaris), Estragon (Artemisia dracunculus), Baldrian (Valeriana officinalis), Rosskastanien (Aesculus hippocastanum), Kubeben-Pfeffer (Piper cubeba), Muskatnuss (Myristica fragrans), Basilikum (Ocimum basilicum) und im Teebaum vorhanden.

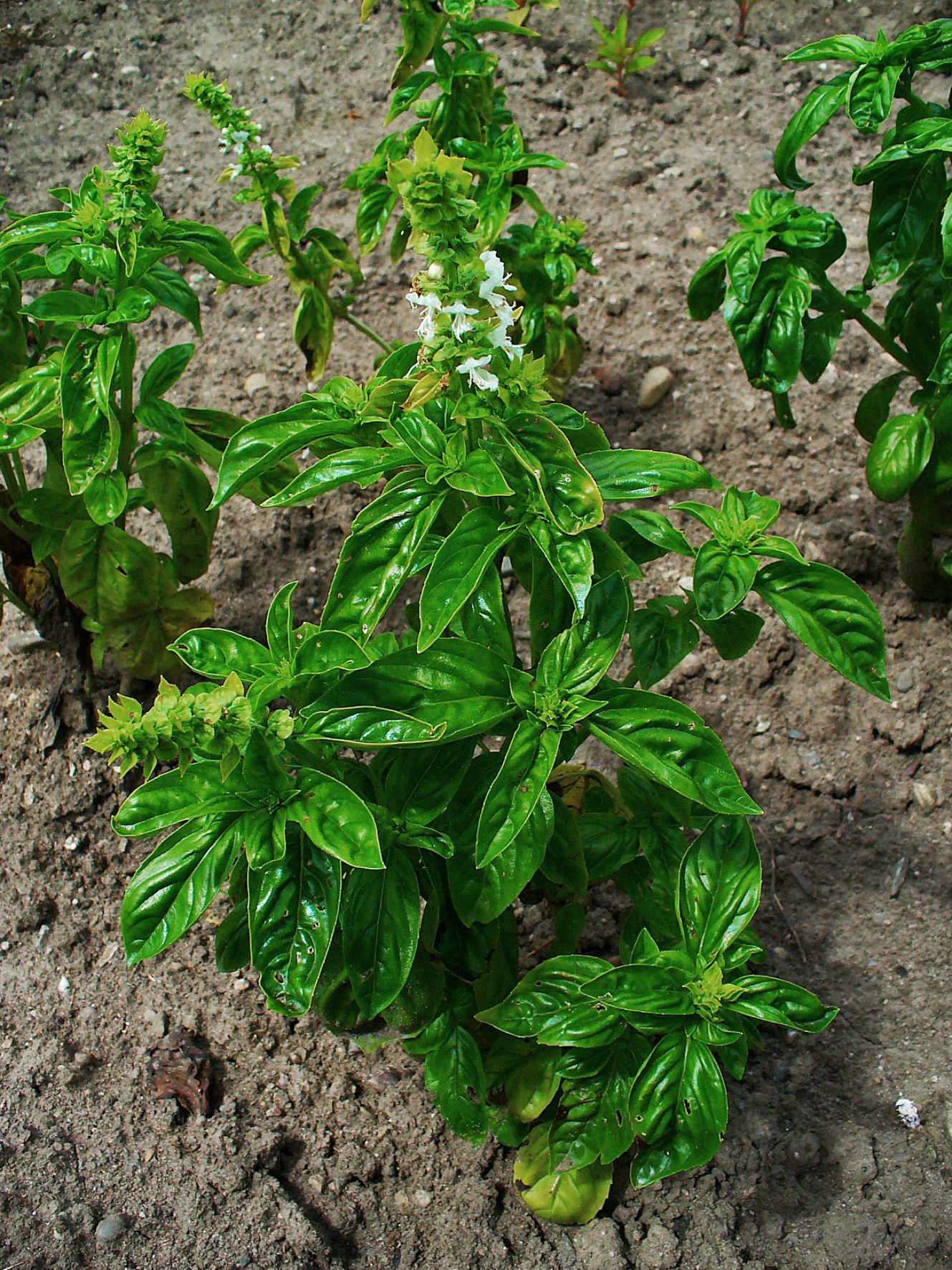
Basilikum
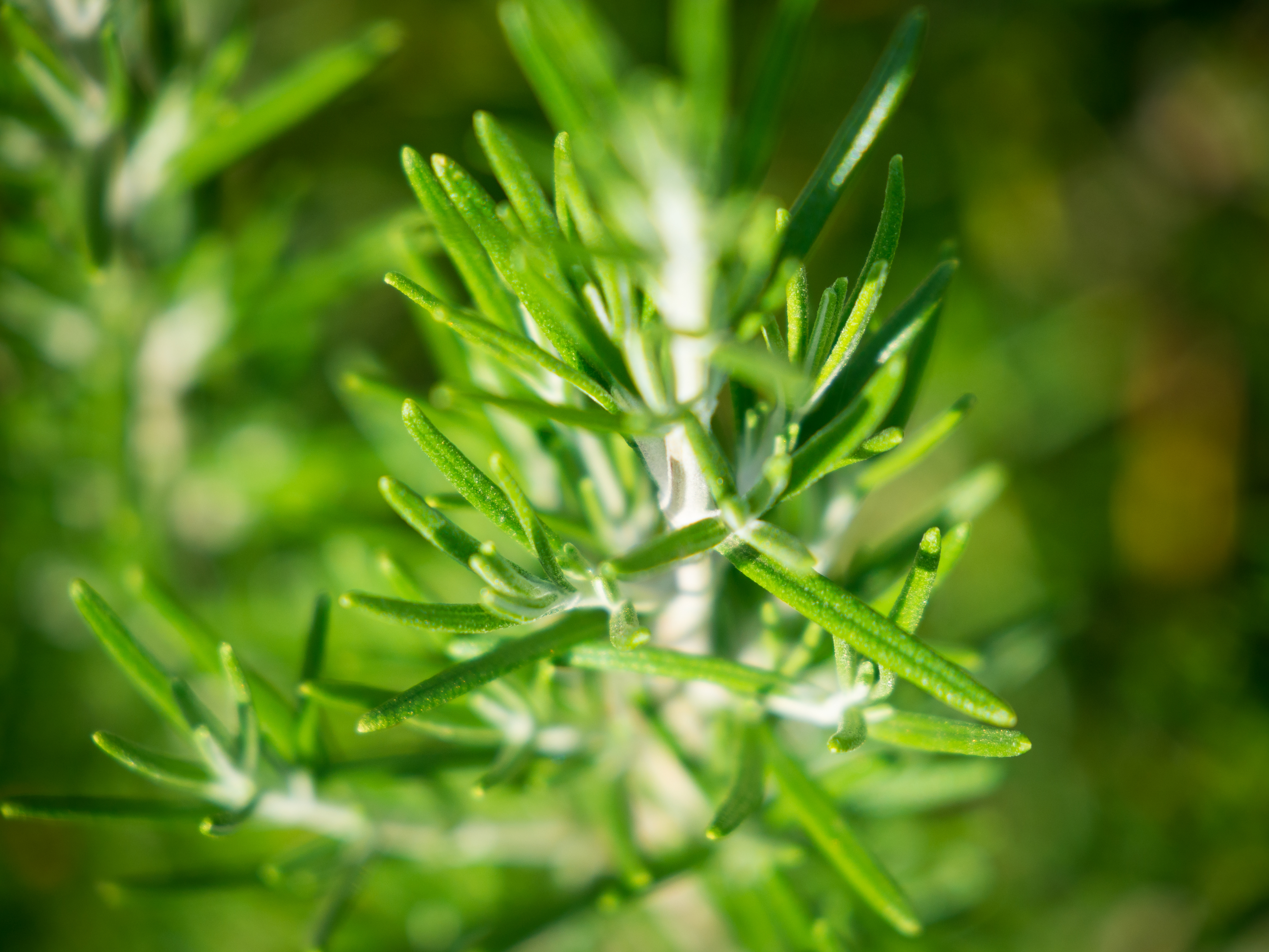
Rosmarin
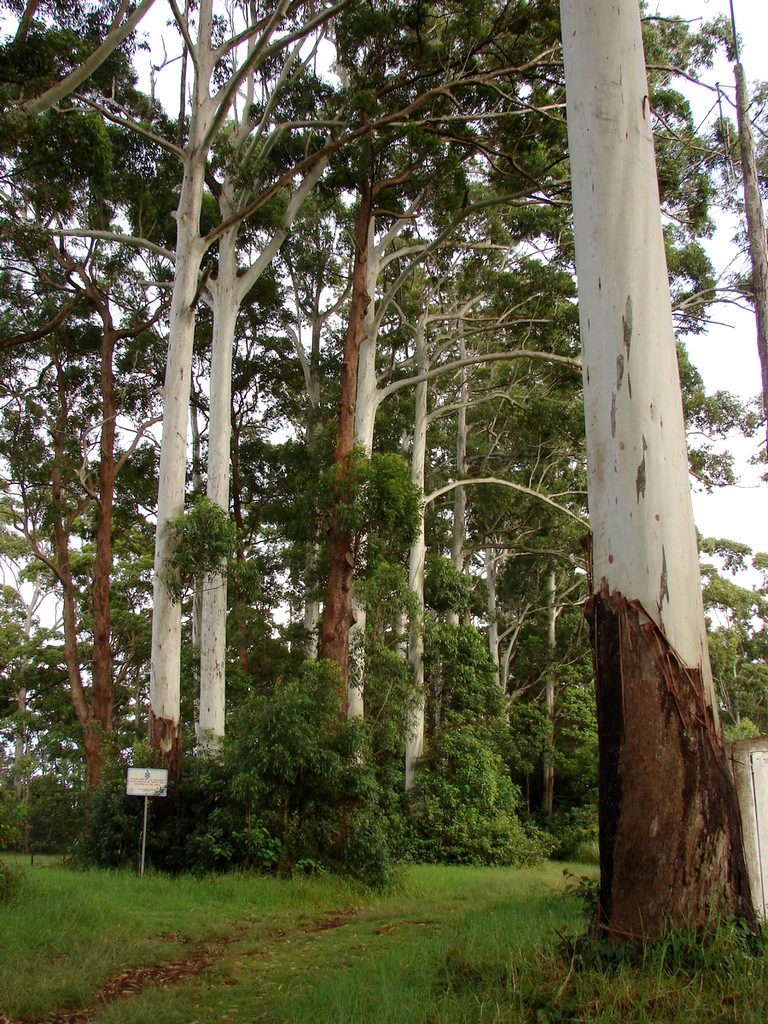
Eukalyptus
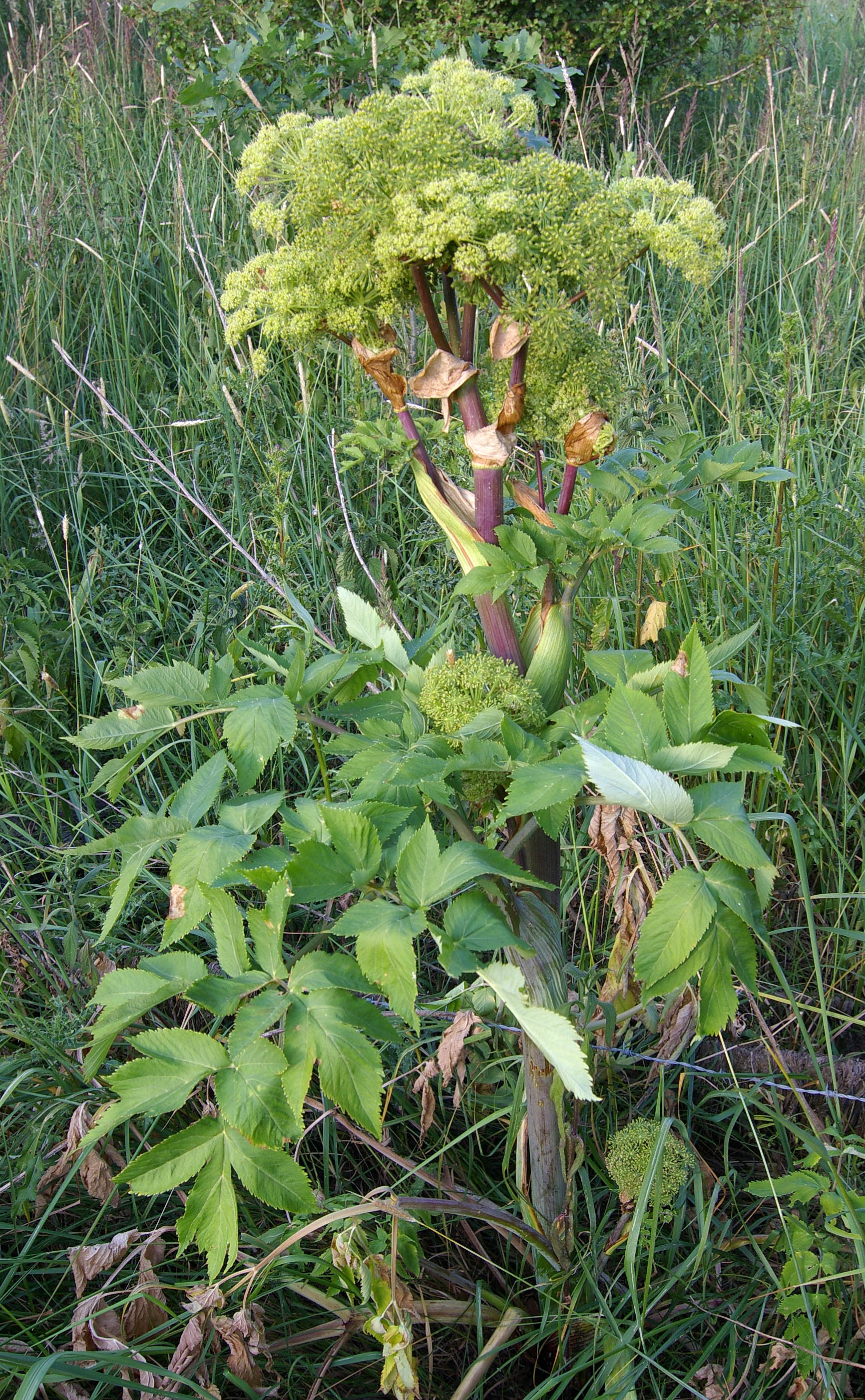
Engelwurz
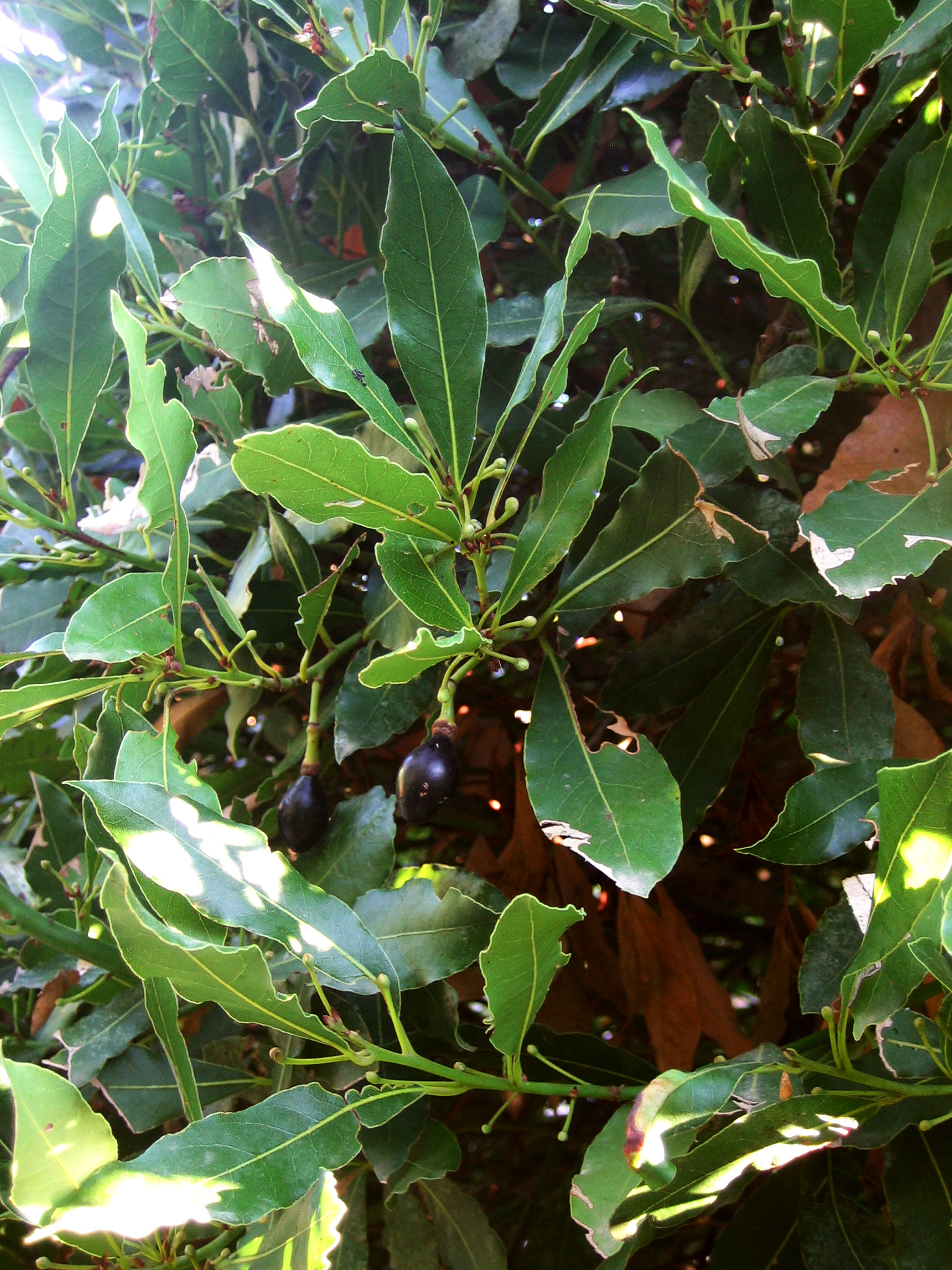
Lorbeer
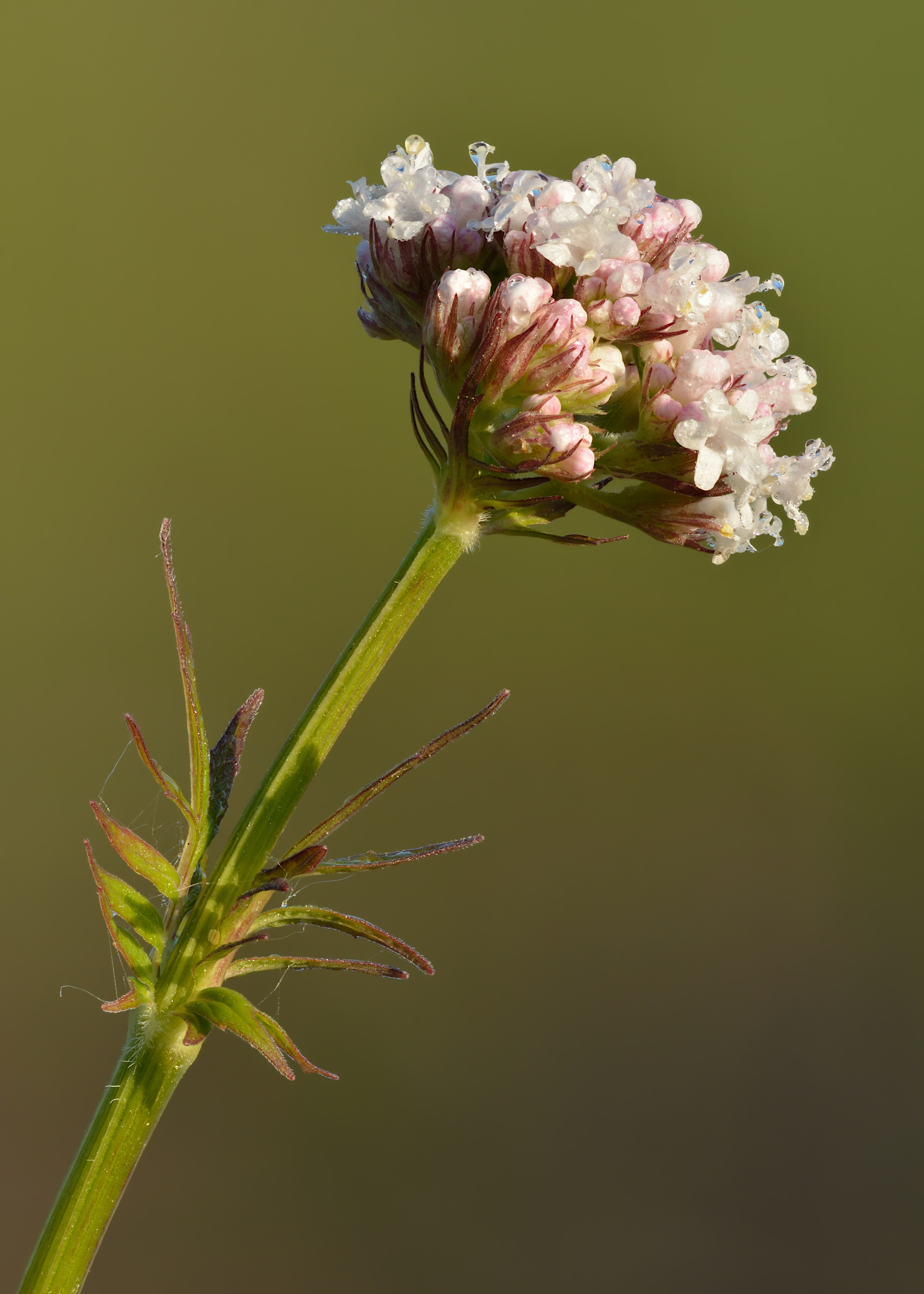
Baldrian
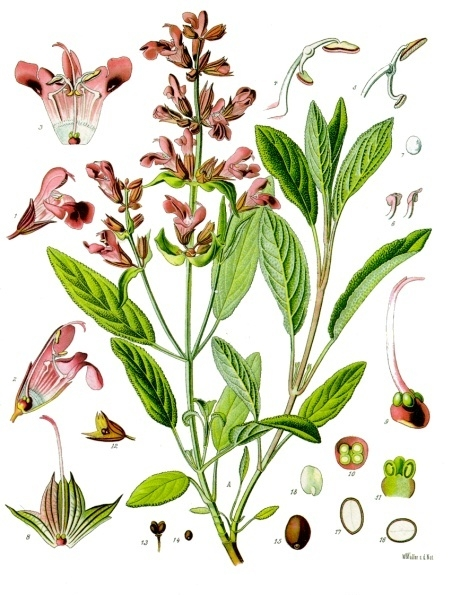
Salbei
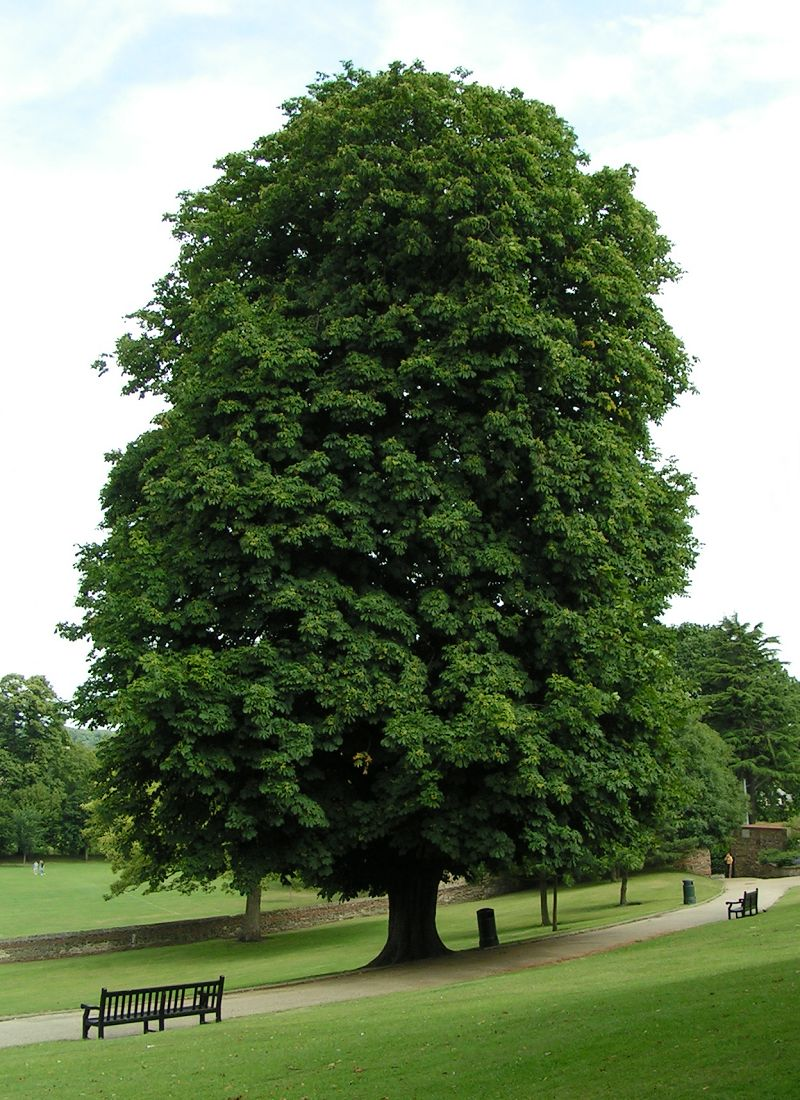
Rosskastanie
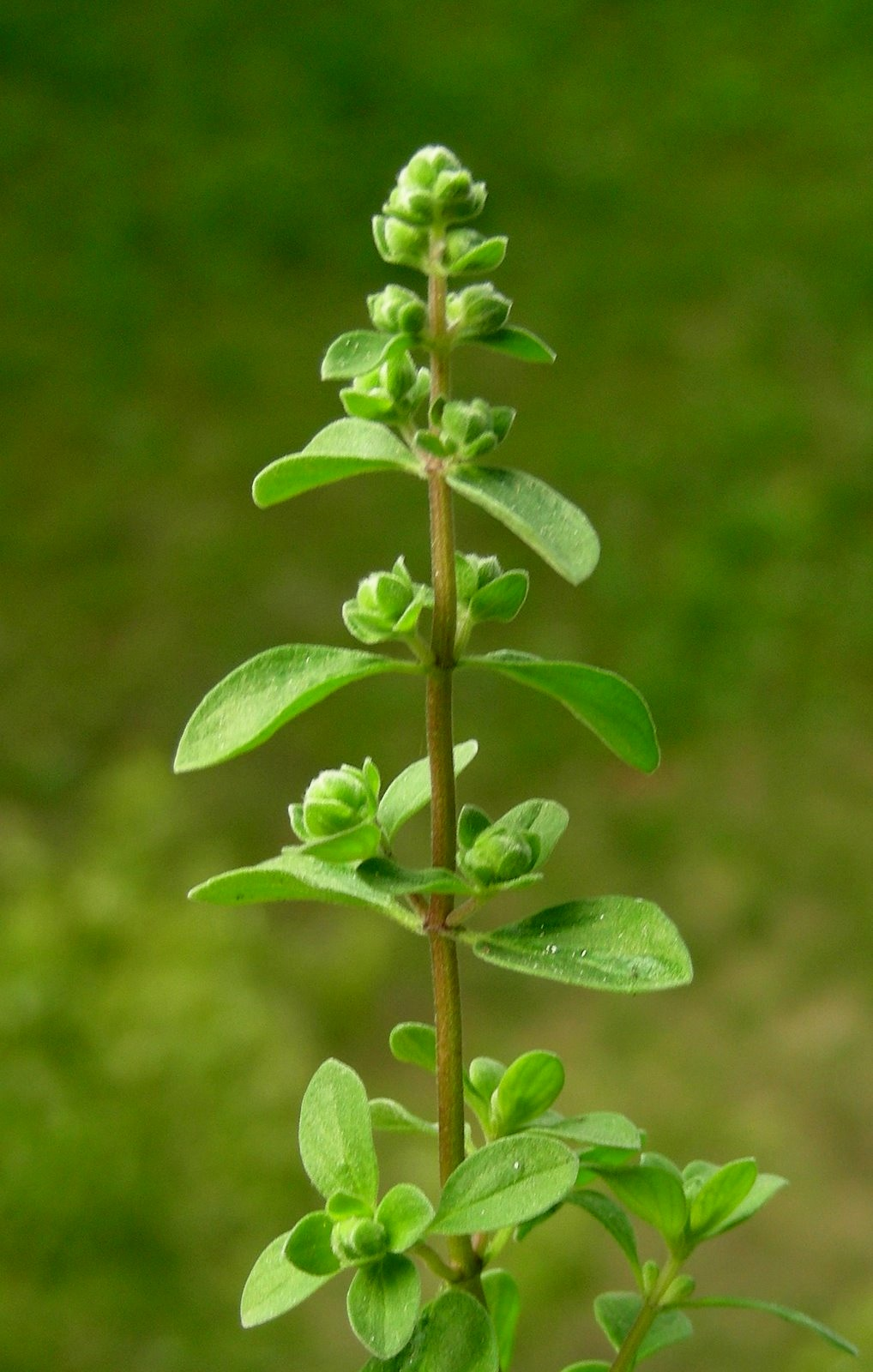
Majoran

## Biosynthese
Für die Biosynthese von 1,8-Cineol in der Pflanze ist das Dimethylallylpyrophosphat (DMAPP) als Starter notwendig, das mit dem isomeren Isopentenylpyrophosphat, das aus dem Pyruvat-Glycerinaldehydphosphat-Weg („Rohmer-Weg“) stammt, in einer Kopf-zu-Schwanz-Reaktion kondensiert.

## Gewinnung
Cineol kann in großen Mengen durch fraktionierte Destillation von Eukalyptusöl gewonnen werden. Bei einer Reinheit von 99,6 bis 99,8 Prozent spricht man von technischem Cineol.

## Eigenschaften
1,8-Cineol riecht frisch und campherartig. Es ist mit Ether, Ethanol und Chloroform in jedem Verhältnis mischbar. Der Flammpunkt liegt bei 49 °C.

## Analytik
Zur zuverlässigen qualitativen und quantitativen Bestimmung des 1,8-Cineols eignet sich die Kopplung der Kapillargaschromatographie mit der Massenspektrometrie nach angemessener Probenvorbereitung des Untersuchungsmaterials. Diese analytische Verfahrensweise eignet sich auch, um Eukalyptusöle unterschiedlicher Spezies zu unterscheiden.

## Verwendung
1,8-Cineol wird einerseits bei Atemwegserkrankungen des Menschen, vorwiegend aber in der Veterinärmedizin verwendet. Andererseits kommt es als Aromastoff in der Parfümindustrie zum Einsatz.
In der Zahnmedizin wird es bei der Revision von Wurzelfüllungen verwendet.

## Pharmakologische Wirkungen
1,8-Cineol wirkt beim Menschen in der Lunge und den Nebenhöhlen schleimlösend und bakterizid. Außerdem hemmt es bestimmte Neurotransmitter, die für die Verengung der Bronchien verantwortlich sind. Bei Asthmatikern kann unter ärztlicher Kontrolle durch Gabe von reinem Cineol die Lungenfunktion verbessert werden. Cineol stellt jedoch nur in Ausnahmefällen eine Alternative zu Corticosteroiden dar, die als Inhalation örtlich und nebenwirkungsarm angewandt werden können. Auch bei der chronisch-obstruktiven Lungenerkrankung COPD kann reines Cineol als Zusatzmedikation zur Standardtherapie unter Umständen die Lungenfunktion verbessern und auf diese Weise Exazerbationen reduzieren.
Von 1,8-Cineol sind als Nebenwirkungen leichte Stuhlverflüssigung und eventuell leichte Übelkeit bekannt. Beides tritt nur bei oraler Einnahme auf. Weiterhin wurden – vor allem bei Kindern – auch allergische Reaktionen beschrieben. Die Einnahme erfolgt durch orale Zufuhr von Kapseln, die sich erst im Dünndarm auflösen, durch Inhalation oder durch Zubereitung entsprechender den Wirkstoff enthaltender Pflanzen als Aufguss.

## Handelsnamen
Monopräparate
Soledum (D), Sinolpan Forte (D), Cineol (D)
Kombinationspräparate
GeloMyrtol (D), Rowachol (D, A), Rowatinex (D, A), Transpulmin (D)